# Palacio de los marqueses de Torrealta
El palacio de los marqueses de Torrealta o de Torre Alta es una residencia palaciega de mediados del siglo XIX situada en la ciudad de Almería (provincia de Almería, Andalucía, España).

## Descripción
Se sitúa en la plaza de Careaga de la capital almeriense, y es obra anónima de 1847. La fachada se ajusta a los cánones neoclásicos imperantes en España durante la primera mitad del siglo XIX, aunque incluye elementos decorativos que anticipan la llegada del eclecticismo característico de la segunda mitad de ese siglo. Se conserva original únicamente la fachada, con sus característicos arcos apuntados.
Los marqueses de Torrealta, miembros de la aristocracia local, quisieron así diferenciarse de la creciente burguesía de la capital. El linaje se remonta al siglo XVI cuando en la Guerra de Granada Juan Ochoa de Carega de Bilbao cuatro naves al servicio de los Reyes Católicos para la toma de Mojácar. Se establece en Almería recibiendo la alcaldía de Almería, bienes y la máxima distinción social.
Fue mandado construir por José María de Careaga y Cevallos, padre del III marqués de Torre Alta y VII Vizconde de los Villares que estaba casado con Antonia de Heredia Begines de los Ríos. Ella era una de las hermanas de Narciso Heredia, el Conde de Ofalia, que pasó un destierro en Almería de 1924 a 1927 con el apoyo de su familia.